# Cooperativa Rural de Electrificación
La Cooperativa Rural de Electrificación R.L. (CRE) es una cooperativa encargada de la transmisión y distribución de energía eléctrica en gran parte del departamento de Santa Cruz, en Bolivia.
La empresa es supervisada y regulada por la Autoridad de Fiscalización y Control Social de Electricidad y Tecnología Nuclear.

## Historia
La Cooperativa Rural de Electrificación Ltda. fue fundada por vecinos y representantes de instituciones y gremios de Santa Cruz de la Sierra reunidos en la Alcaldía el 14 de noviembre de 1962.
Fue reconocida por el Instituto Nacional de Cooperativas el 12 de febrero de 1965, con la resolución Suprema N.º 000354, siendo inscrita en el Registro Nacional de Cooperativas bajo la partida N.º 331.
El 15 de diciembre, el Gobierno Nacional emitió la Resolución Suprema N.º 130040 que otorgó a CRE la concesión para la distribución de energía eléctrica en las provincias Andrés Ibáñez, Obispo Santistevan, Warnes, Ichilo y Sara. Esta concesión está vigente y fue extendida y expandida por 40 años a partir del 19 de diciembre de 1997 por Resolución SSDE Nº148/97 de la Superintendencia de Electricidad.
Recibió y sigue recibiendo periódicamente créditos de organismos como la Agencia de los Estados Unidos para el Desarrollo Internacional, el Banco Interamericano de Desarrollo y el Banco de Desarrollo de América Latina.
El 2009 funda la Fundación CRE como componente destinado a cumplir con su responsabilidad social cooperativa. A través de esta ofrece obras de bien social como becas universitarias. 
En 2015 cambia la sigla Ltda. por R.L. en cumplimiento a la Ley General de Cooperativas de 2013.
En 2020 se ve obligado, al igual que los otros distribuidores de electricidad, a diferir los cortes de servicio y la cobranza de facturas de luz a causa de la afectación económica causada por la pandemia de COVID-19 por aproximadamente 6 meses.